# Gymnastique rythmique aux Jeux olympiques d'été de 1992
Navigation
Séoul 1988 Atlanta 1996

## Épreuve individuelle
| Médaille                            | Nom                  | Pays           | Points |
| ----------------------------------- | -------------------- | -------------- | ------ |
| Médaille d'or, Jeux olympiques      | Alexandra Timochenko | Équipe unifiée | 59.037 |
| Médaille d'argent, Jeux olympiques  | Carolina Pascual     | Espagne        | 58.1   |
| Médaille de bronze, Jeux olympiques | Oxana Skaldina       | Équipe unifiée | 57.912 |